# Sal Abruscato

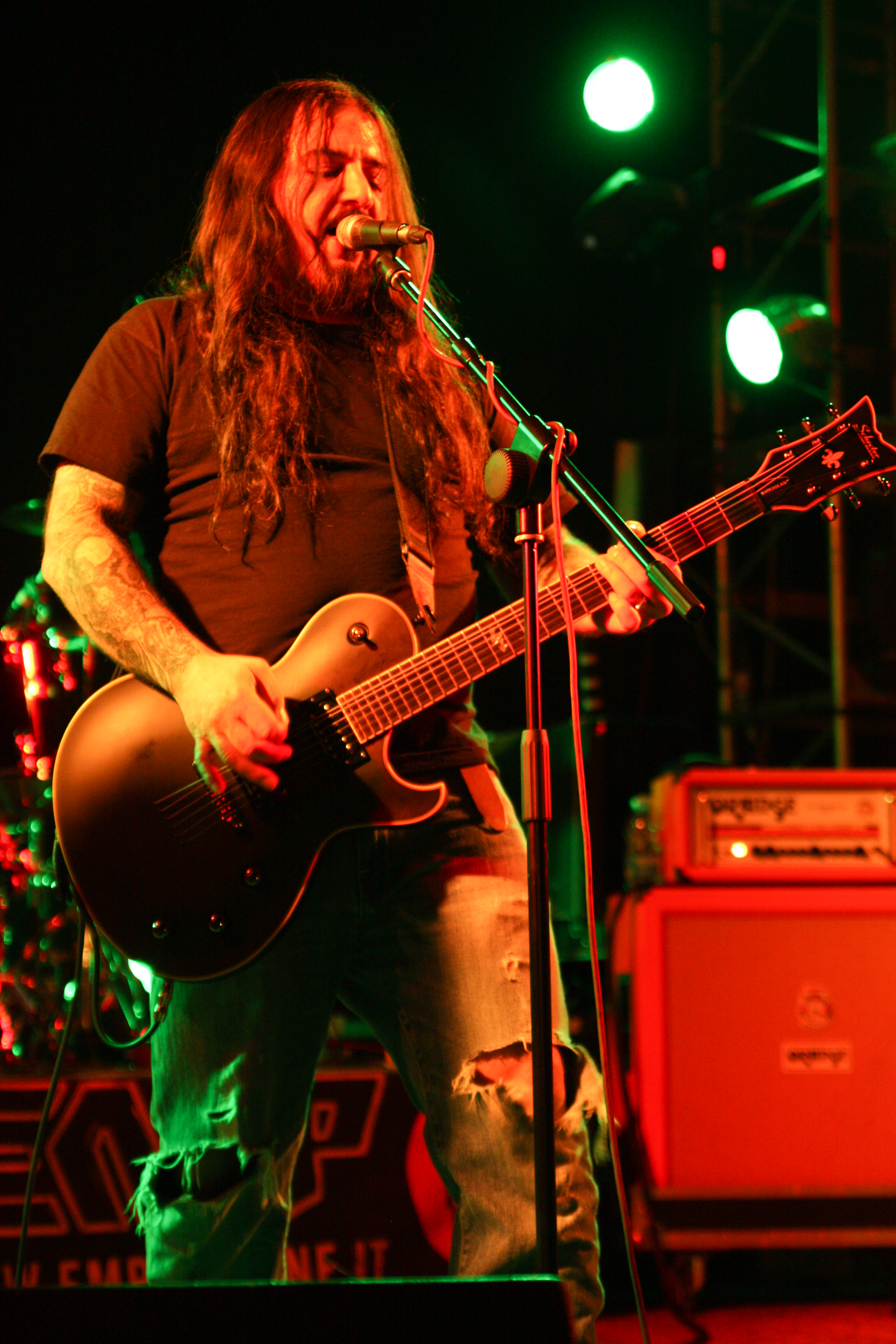
Sal Abruscato (2012)

Sal Abruscato (* 18. Juli 1970) ist ein US-amerikanischer Schlagzeuger, Gitarrist und Sänger, der zu den Gründungsmitgliedern der Metal-Band Type O Negative zählt, aber auch für seine Tätigkeit für Life of Agony bekannt ist. Derzeit ist er Frontmann der Band A Pale Horse Named Death, mit der er vier Studioalben veröffentlichte.

## Werdegang
Mit Type O Negative nahm Abruscato 1990 deren Debüt Slow Deep and Hard auf sowie auch Bloody Kisses, das sich zum Genreklassiker entwickelte. Nachdem er 1993 die Band verlassen hatte, wurde er durch Johnny Kelly ersetzt. 1993 spielte er auf dem für den Alternative Metal wegweisenden Debüt River Runs Red von Life of Agony. 2009 gründete er A Pale Horse Named Death. Zwei Jahre später erschien deren Debüt And Hell Will Follow Me. 2013, 2019 und 2021 folgten drei weitere Studioalben.

## Diskografie

### Type O Negative
- Slow Deep and Hard (1991)
- The Origin of the Feces (1992)
- Bloody Kisses (1993)
- After Dark DVD (1994)
- Life Is Killing Me (2003) (Gast-Hintergrundgesang bei I Like Goils)

### Life of Agony
- River Runs Red (1993)
- Ugly (1995)
- River Runs Again (2003)
- Broken Valley (2005)
- A Place Where Theres No More Pain (2017)

### A Pale Horse Named Death
- And Hell Will Follow Me (2011)
- Lay My Soul to Waste (2013)
- When the World Becomes Undone (2019)
- Infernum in Terra (2021)